# Danse avec ta grand-mère
 (juillet 2017).
Si vous disposez d'ouvrages ou d'articles de référence ou si vous connaissez des sites web de qualité traitant du thème abordé ici, merci de compléter l'article en donnant les références utiles à sa vérifiabilité et en les liant à la section « Notes et références ».
Albums de Bombes 2 Bal
Bal indigène
(2007)
Danse avec ta grand-mère est le premier album du groupe de bal français Bombes 2 Bal, sorti en 2004 sous le label tôt Ou tard.
L'album est réalisé par Sodi, sous la direction artistique de Claude Sicre.

## Liste des titres
| 1.    | Chat perché             | 2:31 |
| 2.    | On adore le forro       | 2:49 |
| 3.    | Malhador                | 2:47 |
| 4.    | J'aime bien les garçons | 3:11 |
| 5.    | Auèi dimenge            | 0:18 |
| 6.    | Parler patois           | 2:29 |
| 7.    | Pourquoi faut-il ?      | 3:20 |
| 8.    | La voiture              | 3:25 |
| 9.    | Nordeste/Occitania      | 0:32 |
| 10.   | Lo ben e lo mal         | 3:19 |
| 11.   | Demain vacances         | 3:28 |
| 12.   | Escotich de magali      | 2:30 |
| 13.   | Je l'ai dit             | 2:41 |
| 14.   | Champion                | 1:01 |
| 15.   | Digùs                   | 4:00 |
| 16.   | Tu m'embêtes            | 2:56 |
| 41:17 |                         |      |